# 54 км
54 км (рос. 54 км) — селище у складі Юргинського округу Кемеровської області, Росія.

## Населення
Населення — 39 осіб (2010; 35 у 2002).
Національний склад (станом на 2002 рік):
- росіяни — 100 %